# Hamelieae
Hamelieae es una tribu de plantas perteneciente a la familia Rubiaceae.

## Géneros
Según wikispecies
- Bellizinca - Csapodya - Deppea - Edithea - Hamelia - Hoffmannia[1]

Según NCBI
- Cosmocalyx - Deppea - Hamelia - Hoffmannia - Omiltemia - Pinarophyllon - Plocaniophyllon - Schenckia - Syringantha[2]